# Golden Feelings
Golden Feelings är debutalbumet av Beck släppt 1993 på numera nedlagda skivbolaget Sonic Enemy. Albumet innehåller 17 låtar och släpptes på kassett. Omslaget föreställer en docka och en nalle vid ett bord med tekoppar. På väggen bakom står det "golden feelings by beck". Med kassetterna följde en liten färgad lapp med texten "Everything in this box is false". De 500-700 kassetterna som gjordes mellan 1993 och 1995 var av dålig kvalitet och många av dessa har blivit förstörda vilket gör denna skiva till ett samlarobjekt bland Beckfans. 
September 1999 släpptes Golden Feelings på CD. Släppet stoppades dock av Beck och enbart 2000 skivor hann tryckas och distribueras.

## Låtlista
Sida ett
1. “The Fucked Up Blues” – 2:11
2. “Special People” – 1:42
3. “Magic Stationwagon” – 1:36
4. “No Money No Honey” – 2:35
5. “Trouble All My Days” – 2:07
6. “Bad Energy” – 1:39
7. “Schmoozer” – 2:38
8. “Heartland Feeling” – 7:11
9. “Super Golden Black Sunchild” – 2:11
10. “Soul Sucked Dry” – 1:49
11. “Feelings” – 1:35
12. “Gettin Home” – 4:14

Sida två
1. “Will I Be Ignored by the Lord?” – 1:59
2. “Bogus Soul” – 1:15
3. “Totally Confused” – 2:00
4. “Mutherfukka” – 2:44
5. “People Gettin' Busy” – 3:09